# John Martin (musicus)
John Martin (Bellshill, 1 april 1953) is een Schotse violist en zanger van de bekende Schotse folkband The Tannahill Weavers. Ook op de cello en de viola is hij een uitmuntend speler. Voor hij bij The Tannahills ging spelen speelde hij onder andere met Contraband, Ossian en The Easy Club. Hij maakte zijn eerste opname op een leeftijd van veertien jaar voor de BBC; hij is heel actief in het wereldje van de Schotse traditionele muziek.

## Discografie
- The Braes of Lochiel (solo-album) met Billy Ross.